# Romans mumii
Romans mumii (fr. Le roman de la momie) – powieść francuskiego romantyka Teofila Gautiera z 1857 r. Dramat historyczno-obyczajowy rozgrywający się w scenerii starożytnego Egiptu.

## Tło powstania
Utwór powstał w nurcie artystycznej egiptomanii, jaka szerzyła się we Francji od czasu wyprawy Napoleona do Egiptu (1798) i odkryć dokonanych przez towarzyszących mu uczonych. Europa była już pod wrażeniem odczytania egipskich hieroglifów przez F. Champolliona (1822) oraz opisujących pradawny Egipt, świetnie ilustrowanych dzieł Dominique Vivant Denona (1802) i Richarda Lepsiusa (1849/1859). Paryski plac Concorde zdobił już sprowadzony w 1836 r. z Luksoru obelisk Ramzesa II. Moda na starożytny Egipt panowała przede wszystkim w Anglii i Francji przodujących w jego eksploracji, stopniowo obejmowała jednak i dalsze kraje, docierając także do Polski i Rosji. Tematyka staroegipska zagościła na dobre w europejskiej rzeźbie, malarstwie, architekturze, rzemiośle użytkowym i literaturze.

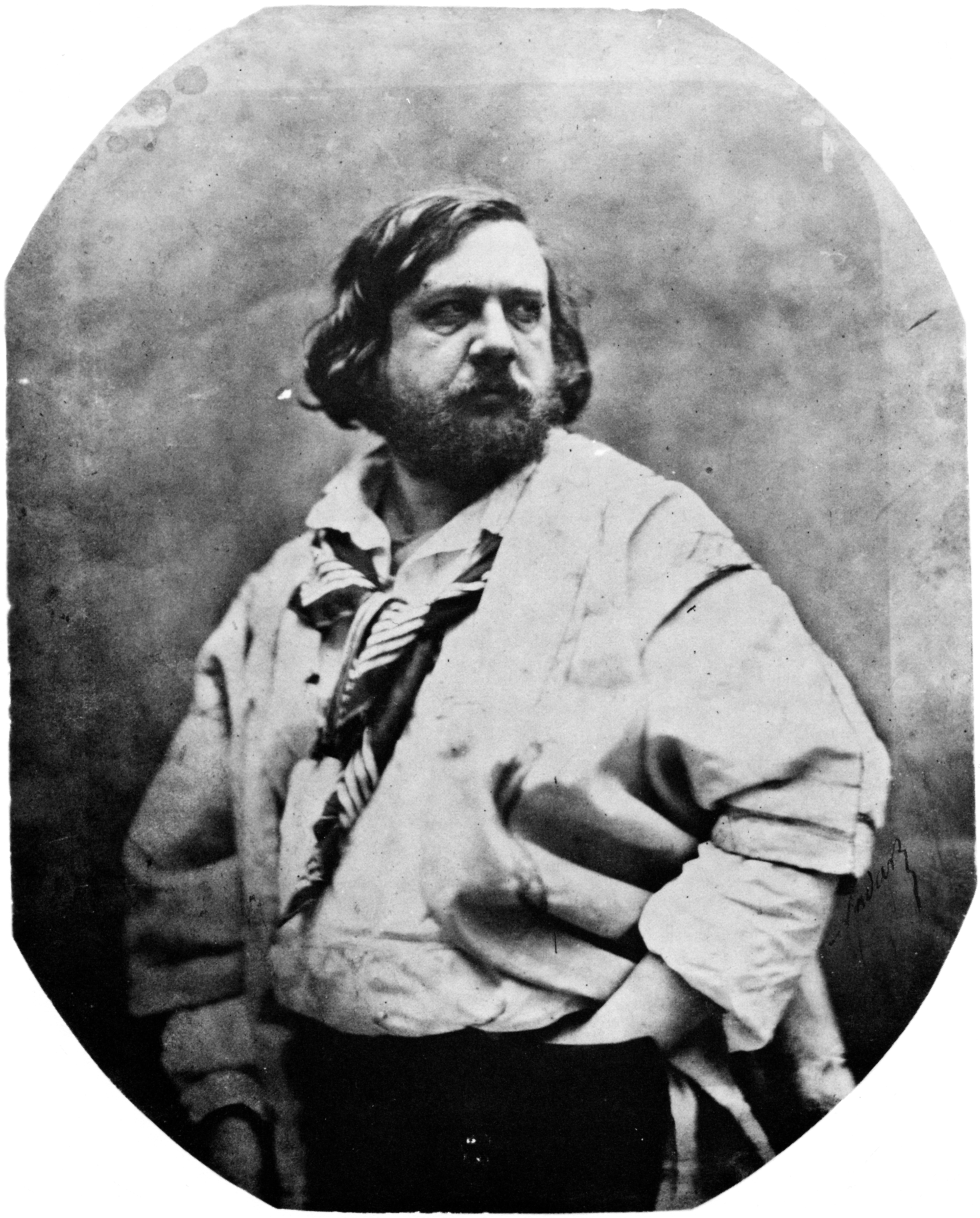
Autor w okresie tworzenia powieści

Gautier na równi z wieloma ulegał tej artystycznej modzie, o czym świadczą wcześniejsze dwa jego opowiadania: erotyczny obrazek Une nuit de Cléopatre („Noc Kleopatry”, 1838) i opowieść „niesamowita” zatytułowana La pied de la momie („Stopa mumii”, 1840). Powodzenie tych utworów zapewne nasunęło mu pomysł napisania większej noweli z wykorzystaniem tej tematyki wzbogaconej o romantyczny wątek miłosny. 
Romans mumii to powieść  z czasów Wyjścia Żydów z Egiptu, w której zawarto historię nieszczęśliwej miłości Egipcjanki wysokiego rodu do tajemniczego cudzoziemca. Spośród tuzina powieści Gautiera ta należy do utworów późnych. Autor dedykował ją Ernestowi Feydeau, pisarzowi i archeologowi, którego jako literata fascynowały głębokie namiętności w uczuciach miłosnych. W dodatku pracował on wówczas nad swą 3-tomową Histoire générale des usages funèbres et des sépultures des peuples anciens („Historia powszechna obyczajów pogrzebowych i pochówków u starożytnych”, 1857-61). Autor niewątpliwie zawdzięczał mu ogrom wiadomości wykorzystanych w powieści, czego nie omieszkał wyrazić w dedykacji. Konstrukcja utworu sprawia, iż jego tytuł można swoiście pojmować także jako „opowieść mumii”.
Pierwodruk  powieści ukazywał się w „Le Moniteur universel” (w odcinkach) od marca do maja 1857 r., zaś wydanie książkowe zostało opublikowane w następnym roku przez renomowanego wydawcę – Librairie Hachette.

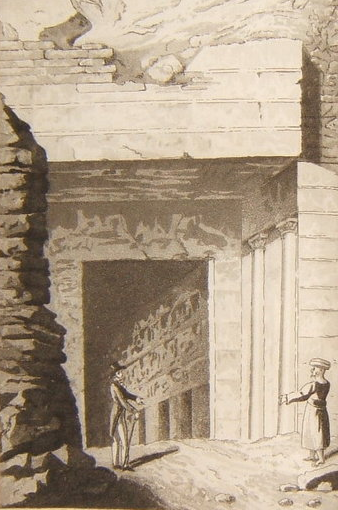
Wejście do grobu królewskiego w skalnej nekropolii koło Teb

## Treść
Prolog: Podróżujący po Egipcie młody angielski arystokrata – lord Evandale wraz z towarzyszącym mu niemieckim egiptologiem, prof. Rumphiusem, poszukując starożytności i niezwykłych wrażeń, zostają doprowadzeni do tajemniczego grobowca faraońskiego w dolinie Biban-el-Moluk, którego miejsce zdradza im grecki handlarz i kombinator Argyropulos. Po otwarciu nietkniętego dotychczas grobu królewskiego i znalezionego w nim sarkofagu, okazuje się, że kryje on nie szczątki faraona, lecz mumię wyjątkowo pięknej kobiety. Zagadkę może wyjaśnić jedynie tekst spisany na zwojach papirusowych pochowanych wraz z mumią tajemniczej piękności.
Zasadnicza fabuła: W położonych nad Nilem Tebach, w luksusowym pałacu żyje córka kapłana Petamunofa – piękna Tahoser, w smutku przeżywająca swą nieszczęśliwą miłość. W mieście trwają przygotowania do powitania faraona powracającego ze zwycięskiej kampanii wojennej. W oszałamiającym widowisku uczestniczy również Tahoser, na którą pada spojrzenie władcy pragnącego odtąd mieć ją przy sobie. Choć o córkę kapłana stara się faraoński oficer Ahmosis, jest ona skrycie zakochana w cudzoziemcu Poeri będącym zarządcą dóbr faraona. Pragnąc za wszelką cenę pozyskać jego miłość, przebrana za ubogą dziewczynę ucieka z własnego domu i pod imieniem Hory przybywa do Poeriego, który życzliwie udziela jej schronienia. Traktuje ją jednak obojętnie, gdyż jest Żydem obdarzającym uczuciem swą rodaczkę Rachelę, do której wymyka się nocami. Zazdrosna Tahoser śledząc go dociera do dzielnicy żydowskiej biedoty na skraju tebańskiej metropolii i odkrywa jego sekret. Z wyczerpania i wzruszenia jednak słabnie i znaleziona w pobliżu chaty, zostaje przygarnięta przez Rachelę. Z ciężkiej niemocy leczy ją cudownie żydowski prorok Mosze. Ujawniwszy swą tożsamość, córka Petamunofa nie tylko zgadza się zostać drugą żoną Poeriego, ale też przyjąć jego wiarę i towarzyszyć mu w planowanym przez Hebrajczyków opuszczeniu Egiptu.
Tymczasem trwają gorliwe poszukiwania zaginionej, prowadzone zarówno przez jej własną służbę, jak i przez wysłanników faraona pragnącego jak najszybciej sprowadzić ją do pałacu. Władca, który najpierw popada w melancholię i przygnębienie, odwracając się od swych kobiet i dotychczasowych rozrywek, wobec bezskutecznych poszukiwań wpada w niepowstrzymany gniew i kolejno zabija trzech zwiastunów niepomyślnych wieści. Oczekiwaną wiadomość przynosi mu dopiero Tamara, wierna służąca Racheli, nienawidząca Egipcjan i widząca w Tahoser zagrożenie dla związku Poeriego i swej pani. Otrzymuje przyrzeczoną nagrodę, zaś faraon nocą porywa Tahoser z domu Racheli i uwozi ją do swego pałacu.

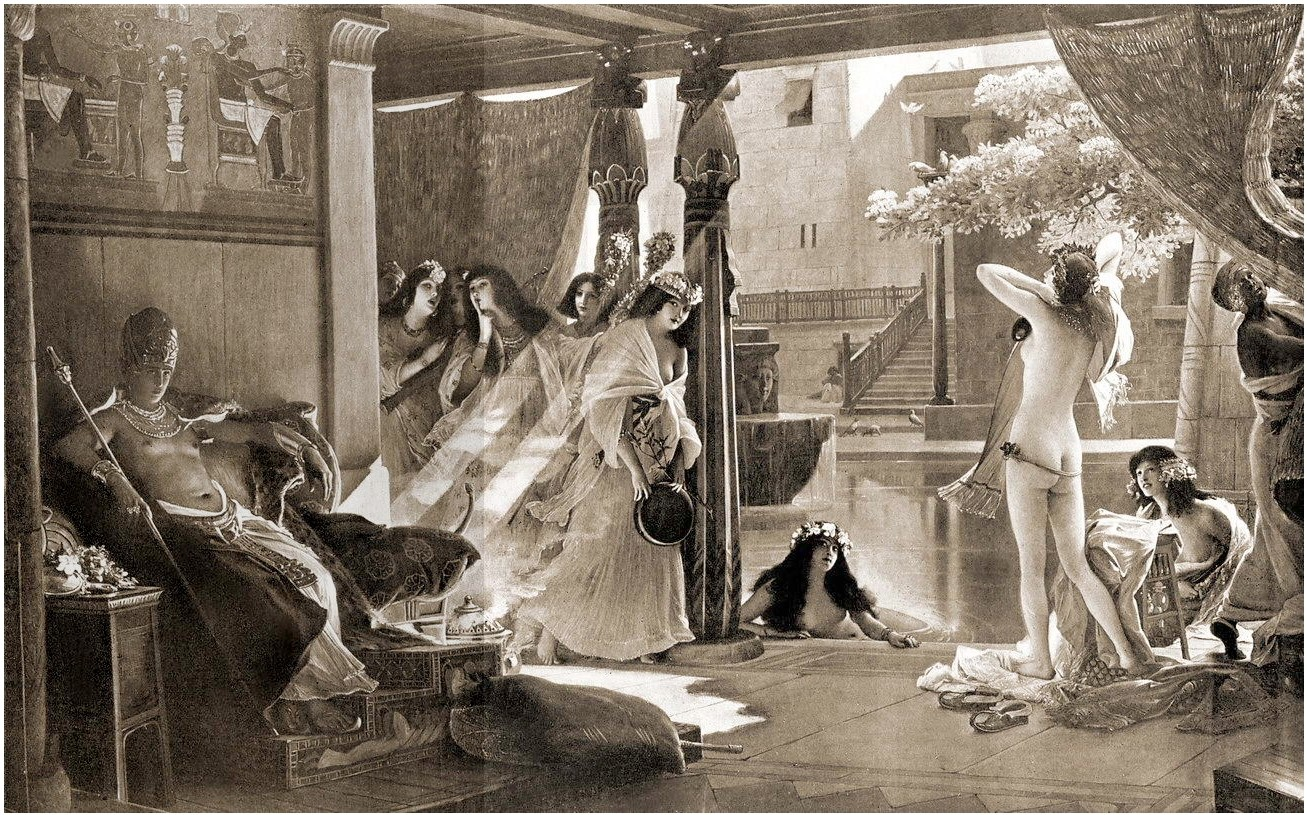
Faraon pogrążony w depresyjnym smutku (obraz J.J.A. Lecomte du Noüy, 1871)

Kiedy uparcie stara się przekonać ją do siebie i pozyskać jej względy, zjawiają się wysłannicy Hebrajczyków domagając się zezwolenia na opuszczenie kraju. Faraon odmawia ; wówczas Mosze dokonuje pierwszego cudu z laską zamienioną w węża. Na władcy nie robi to wrażenia i poprzez swych kapłanów demonstruje podobne zjawisko. Następują dalsze „plagi egipskie” zsyłane wskutek uporczywych nalegań Żydów: przemiana wód w krew, nadzwyczajne rozmnożenie żab, szarańczy itd., aż po klęskę śmierci pierworodnych, której ofiarą pada i najstarszy syn faraona. Będąca już u jego boku królową, Tahoser – z nieukojonej miłości do Poeriego – również nalega na władcę, który zgnębiony wyraża ostatecznie zgodę. Kiedy jednak Hebrajczycy pod przewodnictwem Mosze wyruszają w drogę, faraon zmienia zamiar i mściwie zaczyna ich ścigać. Kolejny cud sprawia, że wraz z wojskiem zostaje pochłonięty przez morze, które Żydzi przebywają bezpiecznie. Jako wdowa po nim, Tahoser zostaje nieoczekiwanie władczynią Egiptu. Urywający się manuskrypt papirusowy przemilcza dalsze jej losy.
Zakończenie fabuły (pseudoepilog w rozdz. XVIII) przekazuje wiadomość, iż lord Evandale, zakochany w zmarłej przed 3500 lat piękności, której mumię zabrał do Anglii, pozostał do końca życia bezżenny, choć oznaczało to wygaśnięcie jego rodu.

## Cechy utworu
Konstrukcja powieści jako romansu przeniesionego w czasy starożytne, jest tradycyjna i dość typowa dla epoki jej powstania (przypadkowe spotkania, nagłe zauroczenie, miłość do wybranego, od którego dzielą istotne różnice społeczne itp.). Przy sensacyjnej w zamierzeniu fabule powieść charakteryzuje się niezbyt bogatą a nadmiernie rozciągniętą akcją. Najlepszy z całości jest sensacyjnie potraktowany prolog – mimo opisowych wtrętów i nieodzownych dygresji, dostatecznie żywy i dramatyczny, z adekwatnymi dialogami. 
Natomiast większość opowieści „zaczerpniętej z papirusu” wypełniona jest nazbyt drobiazgowymi opisami scenerii życia starożytnych Egipcjan, nużącymi swą szczegółowością i rozbijającymi tok powolnie rozwijającej się akcji. Mimo opisowej poetyki zawartej w tych partiach tekstu, sprawiają one przede wszystkim wrażenie erudycyjnego popisu autora, który wręcz przytłacza czytelnika bogactwem swych wiadomości. 
Trzy rozdziały końcowe (XV–XVII) poświęcone konfliktowi faraona z Hebrajczykami, wyraźnie odstają od reszty i słabo harmonizują z dotychczasową fabułą, sprawiając wrażenie zespolonych nieco sztucznie. Są one dość wiernie oparte na znanych wydarzeniach opisanych w Księdze Wyjścia (rozdz. 5–54). Ciężar uwagi zostaje tu raptem przeniesiony z dwojga dotychczasowych głównych bohaterów (Tahoser i Poeriego) na postacie Mosze i faraona – bohaterów innego, szerszego dramatu. Ta część powieści, ogólnie najsłabsza, daje też odczucie dość pospiesznego i skrótowego finalizowania fabuły.

## Wpływ: nawiązania i adaptacje

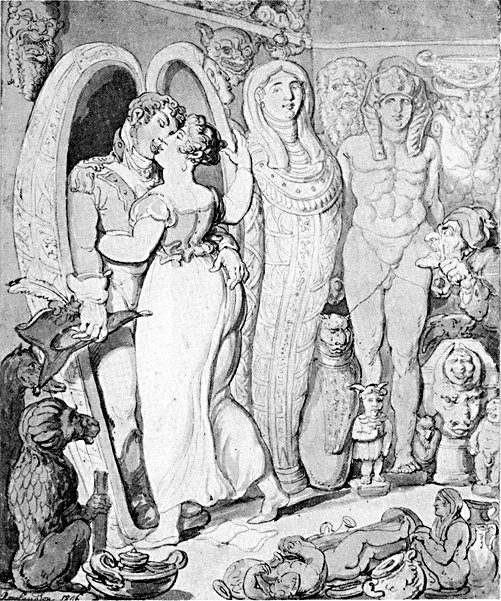
Romans wśród mumii w ujęciu satyryka wykpiwającego egiptomanię u Anglików (rycina Th. Rowlandsona Nowoczesne antyki, 1806)

- Pierwszym, w którego twórczości powieść Gautiera znalazła wyraźne odbicie, był Jean Jules Antoine Lecomte du Noüy (1842-1923) – rzeźbiarz i tworzący w nurcie malarstwa akademickiego orientalista, chętnie czerpiący inspirację ze znanych utworów literackich. Jego namalowany w 1871 r. obraz Zwiastuni złych wieści („Les porteurs de mauvaises nouvelles”) jest ilustracją dramatycznej sceny gniewu faraona[4]. Przejmujący w wymowie, cieszył się uznaniem na tyle, iż został zakupiony przez rząd z przeznaczeniem dla paryskiego muzeum w Pałacu Luksemburskim. Później – bez wątpienia też inspirowany scenami z powieści Gautiera – malarz stworzył jeszcze tryptyk przedstawiający harem faraona („Rhamsès dans son harème”, 1885/86) oraz osobne płótno zatytułowane Smutek faraona („Tristesse de Pharaon”, 1901).

- W literaturze fantastyczno-przygodowej ogólny pomysł i konstrukcję powieści Gautiera naśladował znany pisarz epoki wiktoriańskiej – Henry Rider Haggard, w swej głośnej powieści Kleopatra (1889). Pochodzący z prologu motyw odnalezienia tajemniczej mumii w nietkniętym grobowcu wskazanym przez handlarza antykami, autor podobnie wykorzystał w prologu do opowieści, także rzekomo spisanej z papirusu znalezionego przy mumii.

- Na ekran powieść przeniósł w okresie filmu niemego Albert Castellani, który wraz z Henri Desfontaines zrealizował w 1911 r. film pod oryginalnym tytułem (za granicą znany też jako Mumia („La momie”).

- Ponadto fabułę powieści niejednokrotnie wykorzystywano później w komedii muzycznej.

## Przekłady i wydania polskie
- Romans pewnej mumii – opowieść staroegipska z czasów Mojżesza (w przekładzie J. Prohaski) – Księgarnia Wydawnicza W. Zuckerkandla we Lwowie, Złoczów 1911 (ukazało się równocześnie z przekładem rosyjskim wydanym w Moskwie); (wznowienie) Złoczów 1926

- Romans mumii (przekład Bronisławy Neufeldówny) – Księgarnia Biblioteki Dzieł Wyborowych, Warszawa 1924 (wcześniej publikowane w „Bibliotece "Kuriera Polskiego"”, 1923); wydanie uwspółcześnione tegoż przekładu – Wydawnictwa „Alfa”, Warszawa 1992